# András Mohay
András Mohay (* 1978 in Budapest; † 27. Juli 2014 in der Nähe von Nagyút) war ein ungarischer Jazz-Schlagzeuger.

## Leben
Mohays musikalische Ausbildung begann im Alter von zehn Jahren, als er an einer Musikschule Unterricht auf klassischen Schlaginstrumenten bekam. Später wurde er von dem Jazz-Schlagzeuger Vilmos Jávori unterrichtet. Nach dem Abitur studierte er an der Franz-Liszt-Musikakademie in Budapest Schlagzeug bei Imre Kőszegi und Iván Nesztor. 2003 schloss er sein Studium mit dem Diplom ab.
Er spielte auf zahlreichen Jazzfestivals in Ungarn und anderen europäischen Ländern, unter anderem in Belgien, England, Rumänien, Russland und Tschechien. Im Bereich des Jazz war er zwischen 2004 und 2011 an vier Aufnahmesessions beteiligt, im Gábor Bolla Quartett und mit der Sängerin Nikoletta Szőke.
Mohay starb im Juli 2014 bei einem Autounfall.

## Musikgruppen (Auswahl)
András Mohay war Mitglied der folgenden Formationen:
- Budapest Jazz Orchestra
- Gábor Bolla Quartet
- Szabolcs Oláh Quartet
- Nikoletta Szőke & Jazzclusive zenekar
- Csaba Tűzkő szeptett